# Euonymus grandiflorus
Euonymus grandiflorus är en benvedsväxtart som beskrevs av Nathaniel Wallich. Euonymus grandiflorus ingår i släktet Euonymus och familjen Celastraceae. Inga underarter finns listade.

## Bildgalleri

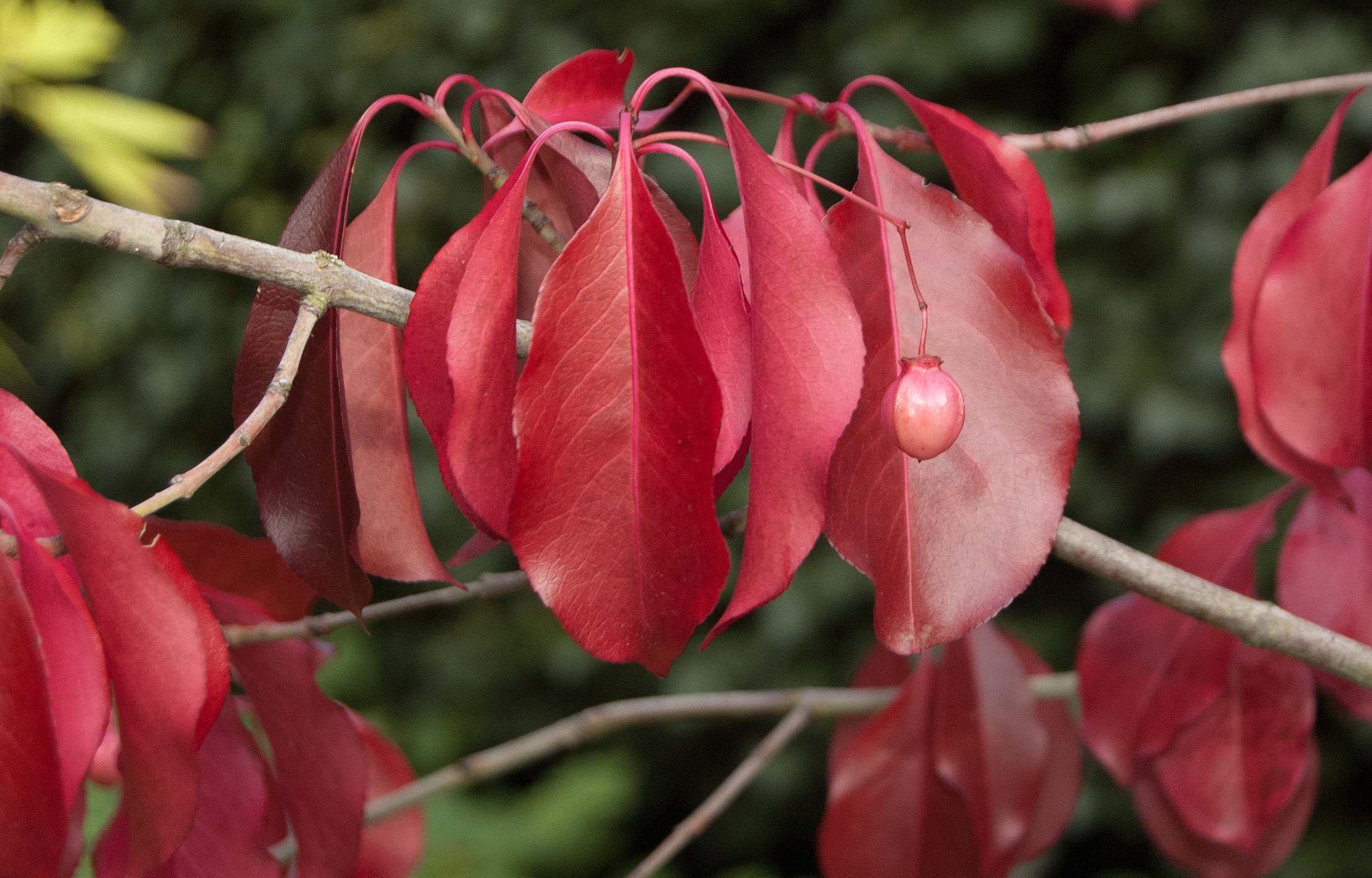